# Rockin' with Curly Leads
Rockin' with Curly Leads è un album del gruppo musicale britannico The Shadows, pubblicato dall'etichetta discografica EMI il 1º novembre 1973.
L'album è prodotto e arrangiato dallo stesso gruppo.
Dal disco viene tratto il singolo Turn Around and Touch Me.

## Tracce

### Lato A
1. Pinball Wizard/See Me, Feel Me
2. Years Away
3. Humbucker
4. Deep Roots
5. Jungle Jam
6. Gracie

### Lato B
1. Good Vibrations
2. Turn Around and Touch Me
3. Wide Mouthed Frog
4. Rockin' with Curly Leads
5. Gutbucket
6. Jumpin' Jack Input